# S-плоскость
S-плоскость — комплексная плоскость, определённая двумя взаимно перпендикулярными осями, одна из которых называется мнимой осью, а другая — действительной осью. S-плоскость является простейшим случаем комплексной плоскости. Каждой точке на плоскости ставится в соответствие некоторое комплексное число {\displaystyle s=\sigma +j\omega }, причём {\displaystyle \omega } часто имеет физический смысл частоты. Широко применяется в комплексном анализе, теории управления и обработке сигналов. На s-плоскости удобно проводить исследование процессов и систем, вместо анализа во временной области.
Функция {\displaystyle f} от времени может быть перенесена на s-плоскость с помощью интеграла Лапласа:
{\displaystyle \int \limits _{0}^{\infty }f(t)e^{-st}\,dt}